# Paul Crapez
Paul Crapez (Hainaut, 17 de abril de 1947) é um ex-ciclista belga. Competiu como representante de seu país nos Jogos Olímpicos de Verão de 1968, onde a equipe belga terminou em quinto lugar na perseguição por equipes de 4 km.